# Czerni wrych (obwód Montana)
Czerni wrych (bułg. Черни връх) – wieś w Bułgarii, w obwodzie Montana, w gminie Wyłczedrym. Według danych szacunkowych Ujednoliconego Systemu Ewidencji Ludności oraz Usług Administracyjnych dla Ludności, 15 września 2023 roku miejscowość liczyła 437 mieszkańców.